# あおやぎ孝夫
あおやぎ 孝夫（あおやぎ たかお、12月13日 - ）は、日本の漫画家。東京都出身。血液型はA型。

## 来歴・人物
『フリーダム!』で第43回小学館新人コミック大賞入選。『ジョカトーレ〜フィールドを駆ける戦士たち〜』（『コミックGOTTA』）で連載デビュー。
早稲田生まれの早稲田育ちであり生粋の江戸っ子であるが、Wikipedia日本語版には2007年10月22日 (月) 17:51 の版以降、約2年間に渡って「埼玉県さいたま市与野区（実在せず）生まれ（後にさいたま市見沼区生まれへ修正）。青森県五所川原市育ち。」との誤った情報が書き込まれていた。あおやぎ本人もそのことに気づいていたのだが「面白いのでそのままにしていた」そうである。
『ここが噂のエル・パラシオ』は、2011年10月7日からテレビ東京のドラマ24でドラマ化された。

## 作品リスト

### 連載
- ジョカトーレ〜フィールドを駆ける戦士たち〜（『コミックGOTTA』2001年2月号 - 2001年7月号、全1巻）
- ふぁいとの暁（『週刊少年サンデー』2002年35号 - 2004年1号、全7巻）
- ここが噂のエル・パラシオ（『ゲッサン』2009年6月号 - 2013年9月号、全7巻）
- 第13保健室（『ゲッサン』2014年6月号[5] - 2016年10月号、全4巻）
- ハズレ赤魔道士は賢者タイムに無双する（原作：ほーち、キャラクター原案：宮社惣恭、『ヤングドラゴンエイジ』Vol.4[6] - Vol.18、既刊4巻） - 第1部完[7]
- アイドルの家計簿（原案協力：かどうち以恋、『週刊少年サンデーS』2021年6月号[8] - 2022年11月号[9]、全3巻）
- 放課後はケンカ最強のギャルに連れこまれる生活 彼女たちに好かれて、僕も最強に!?（『月刊ドラゴンエイジ』2024年2月号[10] - 連載中、既刊2巻）

### 読切
- KING〜フィールドの支配者〜（『週刊少年サンデー超』2001年3月25日号）
- ハルの翼（『週刊少年サンデー超』2001年10月25日号）
- ストリートボーダーハヤト（『別冊コロコロコミック』2002年2月号）
- 背番号は○（『週刊少年サンデー』2002年15号）
- 福原愛物語（『週刊少年サンデー』2004年36号）
- カミロボ誕生物語（『週刊少年サンデー』2005年35号）
- ひな!（『MAGAZINE ZERO』Vol.48 秋の超特大号）
- 毎日が保健室（『ゲッサン』2014年3月号）
- タイトル不明（作画：あだち充、『ゲッサン』2015年1月号、「愛と勇気の…共同まんが♥」企画[11]） - 原作担当

### アンソロジー
- アイドルマスター 10th アンソロジー（2016年1月12日発売[12]）

## 師匠
- 綾峰欄人[要出典]
- 沢田ひろふみ[要出典]

## アシスタント
- 月山可也[要出典]